# Reptile (album)
Albums de Eric Clapton
Riding with the King
(2000) One More Car, One More Rider
(2002)
Reptile est le 14e album du guitariste chanteur britannique Eric Clapton sorti en 2001 sur le label Reprise.

## Historique
Le thème de l'album évoque la mort de l'oncle d'Eric Clapton qu'il surnommait Son.
L'album est dans l'esprit de Pilgrim avec 5 reprises : Travelin’light de J.J. Cale, Come back baby de Ray Charles, I Ain’t Gonna Stand For It de Stevie Wonder, I want a little girl de Murray Mencher/Billy Moll qui remonte tout de même à 1930 et finalement Don't let me be lonely tonight de James Taylor. 

## Titres
| No  | Titre                          | Auteur                                         | Durée |
| --- | ------------------------------ | ---------------------------------------------- | ----- |
| 1.  | Reptile                        | Eric Clapton                                   | 3:26  |
| 2.  | Got You on My Mind             | Howard Biggs, Joe Thomas                       | 4:30  |
| 3.  | Travelin' Light                | J.J. Cale                                      | 4:17  |
| 4.  | Believe in Life                | Eric Clapton                                   | 5:05  |
| 5.  | Come Back Baby                 | Ray Charles                                    | 3:55  |
| 6.  | Broken Down                    | Simon Climie, Dennis Morgan                    | 5:25  |
| 7.  | Find Myself                    | Eric Clapton                                   | 5:15  |
| 8.  | I Ain't Gonna Stand for It     | Stevie Wonder                                  | 4:49  |
| 9.  | I Want a Little Girl           | Murray Mencher, Billy Moll                     | 2:58  |
| 10. | Second Nature                  | Eric Clapton, Simon Climie, Dennis Morgan      | 4:48  |
| 11. | Don't Let Me Be Lonely Tonight | James Taylor                                   | 4:47  |
| 12. | Modern Girl                    | Eric Clapton                                   | 4:49  |
| 13. | Superman Inside                | Doyle Bramhall, Eric Clapton, Susannah Melvoin | 5:07  |
| 14. | Son and Sylvia                 | Eric Clapton                                   | 4:43  |

## Personnel
- Eric Clapton - Guitare, chant sur (1-15)
- Doyle Bramhall II - Guitare sur (2, 3, 4, 5, 6, 7, 8, 9, 11, 12, 13, 14, 15)
- Andy Fairweather-Low - Guitare sur (2, 3, 4, 5, 6, 7, 8, 9, 11, 12, 13, 14, 15)
- Billy Preston - Orgue Hammond sur (2, 5, 13), piano sur (8, 9)
- Tim Carmon - Orgue Hammond sur (7, 8, 9, 11), orgue sur (15), synthétiseur sur (12), piano sur (13)
- Joe Sample – Piano acoustique sur (14, 15), piano électrique sur 14)
- Paul Carrack - Claviers sur (1),  piano électrique Wurlitzer et orgue Hammond sur (10)
- Nathan East - Basse sur (2, 3, 4, 5, 6, 7, 8, 9, 11, 12, 13, 14, 15)
- Pino Paladino : Basse sur (1, 10)
- Steve Gadd - Batterie sur (1-15)
- Paul Waller : Programmation de la batterie sur (1, 3, 4, 6, 8, 10, 11, 13)
- Paulinho Da Costa - Percussions sur (1, 3, 4, 5, 6, 7, 8, 9, 11, 13, 14, 15)
- The Impressions - Chœurs sur (2, 3, 4, 5, 7, 8, 9, 10, 11, 12, 13)
- Nick Ingman : Arrangements des cordes sur (6, 11, 12, 14)